# Unrast Verlag

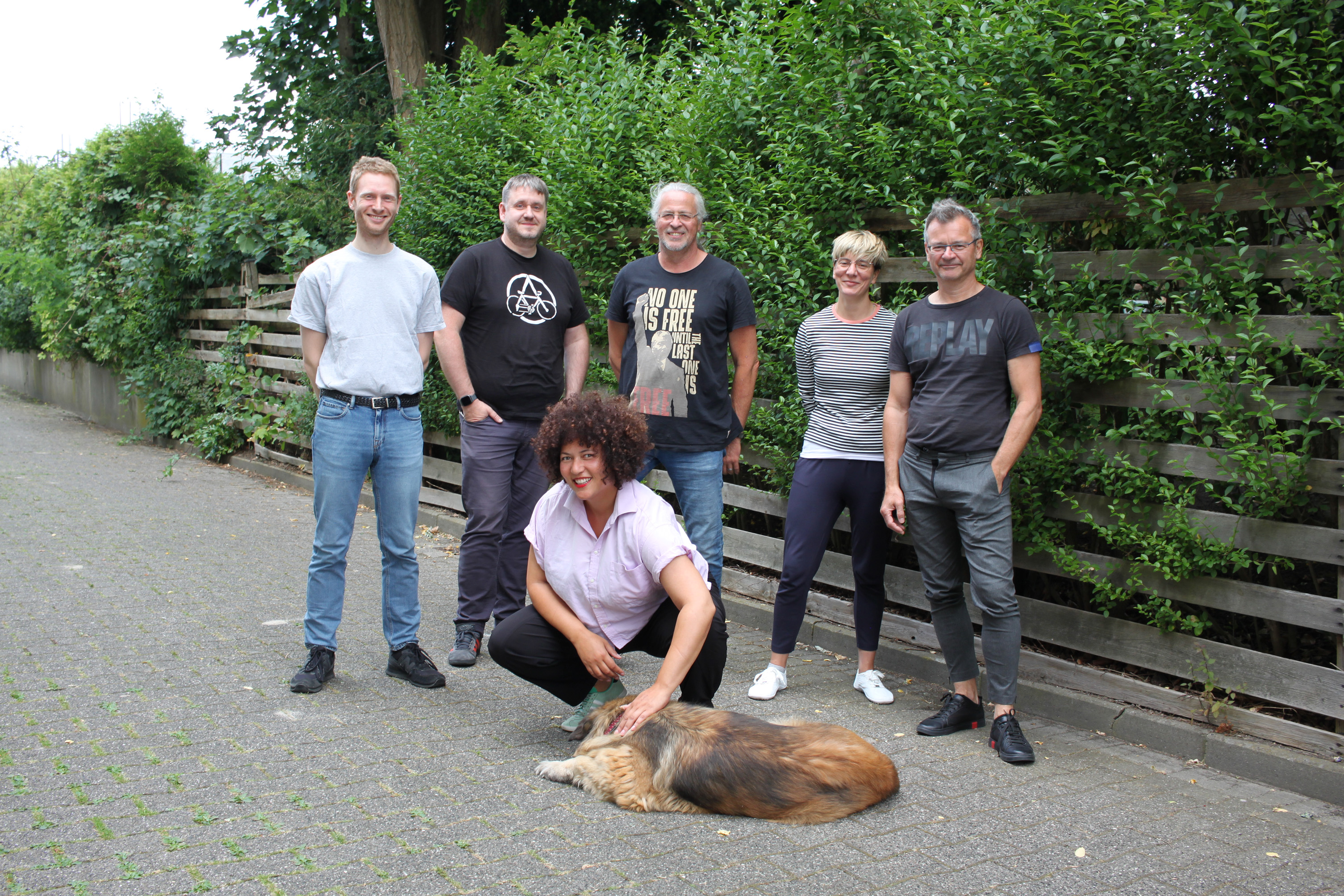
Das Verlagskollektiv (Juni 2022)

Der Unrast Verlag ist ein Sachbuchverlag mit Sitz in Münster. Der Verlag wurde Anfang der 1990er Jahre für linksgerichtete und antifaschistische Literatur gegründet. Sein Motto lautet „Bücher der Kritik“.

## Selbstverständnis
Die Mitarbeiter des Verlages sehen sich als politisch engagiertes Kollektiv und verfolgen eine „undogmatische politische Linie“ mit dem Anspruch, sich gegen jede Form von Unterdrückung, Diskriminierung, Nationalismus, Faschismus und Sexismus zu wenden. Dabei sollen die Bereiche Politik und Kultur kritisch verbunden werden.
Der Verlag publiziert nicht nur politische Theorie- und Sachbücher, sondern auch internationale belletristische Literatur, vielfach von in Deutschland lebenden Autoren ausländischer Herkunft. Dazu kommen Länderbeschreibungen wie beispielsweise der Irland-Almanach. Zusammen mit anderen linksgerichteten Verlagen versucht Unrast, wie er selbst angibt, den „vorherrschenden Diskursen gemeinsam emanzipatorische Literatur und Publizistik entgegenzustellen“.

## Publikationskonzept
Das Publikationskonzept ist thematisch und methodisch gesellschaftskritisch ausgerichtet: „Bücher der Kritik“. Ein Ziel ist es etwa, dass Autoren über aktuelle Themen aus einer „Insiderperspektive“ berichten. So kommen weniger Experten zu Wort als eigene Autoren, die aus konkreten Erfahrungen sprechen. Das gilt besonders für Publikationen zu Konflikten im Nahen Osten, Irland oder Mexiko/Chiapas Oft werden dabei die Werte und Normen der Mehrheitsgesellschaft durch die Perspektive einer Minderheitsgesellschaft, zum Beispiel aus dem Blickwinkel von Einwanderinnen, in den Blick genommen. Weitere Bücher befassen sich mit den USA und mit Afrika. Im Zentrum der Analysen stehen dabei vielfach meinungsbildende Medienbilder. Mediale Normalisierungsprozesse sollen vor allem in der Buchreihe Edition DISS diskursanalytisch untersucht werden.

## Entstehung und Organisationsform
Der Verlag entstand 1990 im Kontext der undogmatischen Linken. Er wurde laut Eigendarstellung als politisch radikaler Buchverlag gegründet und versteht sich als anarchistisch, feministisch, antirassistisch und antifaschistisch. Die Initiative zur Verlagsgründung entstand aus dem Umkreis des 1988 gegründeten anarchistisch libertären Kulturzentrums „Themroc“ in Münster und der Zeitschrift »projektIL«. Gemäß der gesellschaftskritischen Ausrichtung wird verlagsintern ohne hierarchische Strukturen gearbeitet. Träger des Verlags ist der Kulturverein unrast e. V. Er gründete mit anderen politischen Verlagen 1994 eine Assoziation Linker Verlage (aLiVe).
Der Verlag wurde im Verfassungsschutzbericht des Bundesinnenministeriums von 1995 unter der Rubrik „Antifaschismus“ als „Szene Verlag“ erwähnt, weil ein vom Unrast-Verlag herausgegebener Antifaschistischer Kalender in seinen Textbeiträgen „eine Nähe zur militanten ‚Antifaschistischen Aktion/Bundesweite Organisation‘ (AA/BO) erkennen“ gelassen habe. Darin sei etwa ein Beitrag zum Selbstverständnis autonomer Antifaschisten veröffentlicht worden, in dem die Komponente des Kampfes gegen das „imperialistische System“ betont wurde. Wörtlich habe es geheißen: „Die Parole ‚Kampf dem Faschismus heißt Kampf dem imperialistischen System‘ steht für ein radikales, d. h. an die gesellschaftlichen Wurzeln gehendes Verständnis von Antifaschismus“.
Der Verfassungsschutz NRW hatte im Jahre 1997 über eine Veranstaltung im Kommunikationszentrum „Zeche Carl“ in Essen zum Thema „Glut und Asche – Was bleibt nach dem Ende der Autonomen Bewegung“ berichtet. Vor etwa 50 Teilnehmern habe dem Bericht zufolge ein aus Berlin stammender autonomer Szeneangehöriger unter dem Pseudonym „Geronimo“ über drei im Unrast-Verlag erschienene Bücher referiert, in denen er sich mit der autonomen Bewegung auseinandergesetzt hatte. Dabei habe er ausgeführt, „der autonomen Bewegung reiche nicht der moralische Impetus gegen Rassismus, Sexismus und Faschismus; es fehle die gesellschaftliche, politische Zielsetzung, ohne die die autonome Bewegung verkümmere. Hafenstraße, Häuserkämpfe, RAF und Anti-AKW-Bewegung seien in den achtziger Jahren Ausdruck einer lebendigen autonomen Bewegung gewesen.“
Zu den ersten Autoren zählte die Kölner Journalistin Rita Polm. Ihre Studie über junge Nachkriegsfrauen eröffnete 1990 die erste Buchreihe des Verlages (Reihe „Feministische Wissenschaft“). Anlässlich des Zweiten Golfkriegs im Jahre 1991 entstand die erste Publikation, die den Verlag über ein Fachpublikum hinaus bekannt machte. Noch im Verlauf des Krieges informierte der Arbeitskreis Hintergründe Nahost in der Broschüre „Krisen, Konflikte, Kriege. Golf und Nahost“ über die geschichtlichen, wirtschaftlichen und länderspezifisch politischen Zusammenhänge der Konflikte. Diese Publikation verwies auch schon auf spätere Entwicklungen und Konzepte des Verlagsprogramms, bei denen Autoren und Herausgebergruppen für Publikationen zu aktuellen politischen Themen angesprochen werden, die gesellschaftskritisch und medienkritisch – häufig nach dem Konzept einer „Gegenöffentlichkeit“ – einen vertiefenden Hintergrund zum Thema aufzeigen sollten.
Die Autorenliste des Verlags umfasste Anfang 2016 etwa 1450 Autoren und Autorengruppen. Die im Verlag veröffentlichenden Autoren bieten auch öffentliche Vorträge, Diskussionen und Informationsveranstaltungen zu verschiedenen politischen Themen an, auf die der Verlag aufmerksam macht. Einen Schwerpunkt bildet die Aufklärungsarbeit gegen Rassismus und Antisemitismus. Die Autoren Andreas Speit und Christian Dornbusch etwa referierten über die Entwicklungen in der neonazistischen Musikszene. Renate Feldmann beschrieb die Rollen und Aktivitäten von Frauen in der „braunen Szene“. Irit Neidhardt behandelte den Antisemitismus in der radikalen Linken. Schon geraume Zeit, bevor die Geschichte Dieter Kunzelmanns in den Medien thematisiert wurde, referierte sie zudem auf einer Veranstaltung der Zeche Carl und des Hannah Arendt Bildungswerks über die Schwarzen Ratten Tupamaros Westberlin. Zu den Referenten gehören auch Zeitzeugen und Überlebende des Holocaust, etwa Jules Schelvis, Thomas „Toivi“ Blatt, Hedy Epstein oder Barbara Reimann. Katja Limbächer, Maike Merten und Bettina Pfefferle gaben ein Standardwerk zum Mädchenkonzentrationslager Ravensbrück heraus und organisierten eine Wanderausstellung zur Thematik. Einen frühen Schwerpunkt bildet die kritische Aufarbeitung der Wissenschaftsgeschichte. 1996 veröffentlichte der Verlag eine Reportage über die Enttarnung des ehemaligen SS-Hauptsturmführers Hans Ernst Schneider, der als NS-Wissenschaftsfunktionär an Modellen eines germanischen Kerneuropa gearbeitet hatte und nach dem Krieg als Rektor der RWTH Aachen unter einer neuen Identität als Hans Schwerte lehrte. Es folgte eine Kontroverse um das Humanbiologische Institut und dessen Leiter Rainer Knußmann in Hamburg, dem rassistische und sexistische Kontinuitäten vorgeworfen wurden. Zahlreiche Publikationen untersuchen kritisch das Menschenbild in Wissenschaft, Wirtschaft, Biologiebüchern und Medien. Zu den international bekanntesten Wissenschaftskritikerinnen zählt die Inderin Vandana Shiva. Ihre Thesen gegen die Biopiraterie durch die Patentierung von Pflanzen vertritt sie auf einer Vielzahl von Kongressen und Veranstaltungen, wie im Januar 2007 in Bonn auf dem Weltsozialforum.

## Reihen
Einige Herausgeber veröffentlichen ihre Reihen und Editionen im Unrast-Verlag:
- rat - reihe antifaschistischer texte hamburg
- jour fixe initiative berlin
- Klassiker der Sozialrevolte
- Berliner Gesellschaft zur Förderung der Kurdologie e. V.
- Edition DISS – Bücher des Duisburger Instituts für Sprach- und Sozialforschung
- Edition arArat

Eine Vielzahl der wissenschaftlichen und politischen Sachbücher sind Einführungen in komplexe Themen.

## Belletristik
Eine Reihe ausgewählter internationaler Literatur ergänzt oder beleuchtet die politischen Sachthemen. Sie nimmt im Verlagsprogramm einen kleineren Raum als das politische Sachbuch ein. Dazu gehören unter anderen:
- Jaime Sáenz aus Bolivien
- Michaela Seul, Autorin aus München
- Sükrü Gülmüs, in Deutschland lebender Exilant aus der Türkei und PKK-Kritiker
- Kaan Arslanoğlu, Psychiater und Literat aus Istanbul
- Mahmut Baksi, kurdischer Exilant aus Schweden
- Pádraic Ó Conaire, gälischsprachiger Autor
- Katharine Burdekin, feministisch-antifaschistische Dystopikerin aus England
- Hein Grosskopf, Thriller-Autor aus Südafrika/Großbritannien
- Danny Morrison, nordirischer Autor, der seinen ersten Roman im Gefängnis niederschrieb
- Horst Geßler, Autor mit DDR-Hintergrund
- Jeannette C. Armstrong: Sie schrieb mit Slash ihren ersten vielbeachteten indigenen Roman aus Kanada.